# Haslau bei Birkfeld
Haslau bei Birkfeld település Ausztriában, Stájerország tartományban, a Weizi járásban. 2015 óta Birkfeld része. Tengerszint feletti magassága 639 méter, területe 14,01 km². Lakosainak száma 438 fő. Haslau bei Birkfeld Koglhof, Waisenegg és Naintsch településekkel határos.